# Economia da Namíbia
A economia da Namíbia tem forte dependência da mineração e do processamento de minérios para exportação. A mineração corresponde a 8% do produto interno bruto, mas significa mais de 50% das exportações. Ricas jazidas aluviais de diamante fazem do país um dos principais produtores de gemas brutas. Ademais o país é o quarto produtor mundial de urânio, produzindo também zinco e ouro em pequena quantidade. O setor mineiro emprega somente o 3% da população, enquanto o 30 ou 40% dependem da agricultura de subsistência. O país é o quarto maior exportador de minerais não combustíveis da África e o quinto maior produtor de urânio do mundo.
Aproximadamente metade da população depende da agricultura para viver, da qual a maior parte pratica a chamada agricultura de subsistência. O país importa quase 50% dos cereais que precisa, e durante as secas a falta de alimentos nas zonas rurais é um problema considerável. O elevado PIB per capita do país quando comparado a seus vizinhos oculta a pior distribuição de renda do mundo, com um coeficiente de Gini de 70,7. A maioria do povo da vive abaixo da linha da pobreza, principalmente por causa do desemprego em grande escala e da má distribuição de renda.
A economia do país possui fortes laços com a África do Sul, e o dólar da Namíbia tem taxa de câmbio fixa 1 para 1 com o rand.